# Esther Bejarano
Esther Bejarano (geboren Esther Löwy) (Saarlouis, 15 december 1924 – Hamburg, 10 juli 2021) was een Duitse zangeres, antifascist en overlevende van het meisjesorkest van Auschwitz.

## Biografie
Bejarano werd geboren in Saarlouis, een Duits stadje aan de grens met Frankrijk, als dochter van de voorzanger van de joodse gemeente. Haar vader stimuleerde zijn dochter om zich voor muziek te interesseren en Esther leerde piano spelen. 

### Tweede Wereldoorlog
Na een arrestatie van haar vader tijdens de Kristallnacht probeerde haar gezin naar Zwitserland te vluchten, maar dit mislukte. Op 15-jarige leeftijd moest ze vanwege het opkomend antisemitisme in Duitsland het ouderlijk huis verlaten om een poging te doen om naar Palestina te emigreren, deze poging mislukte echter ook. Het lukte haar zus Tosca wel. In 1941 werden haar ouders gedeporteerd en vermoord. Ze diende vervolgens twee jaar dwangarbeid in een kamp in Landwerk Neuendorf, nabij Fürstenwalde/Spree.
Op 20 april 1943 werd iedereen in het kamp gedeporteerd naar het concentratiekamp Auschwitz. Daar moest ze stenen slepen tot ze gevraagd werd voor het meisjesorkest van Auschwitz, net als Anita Lasker-Wallfisch en Flora Jacobs, waar ze zong en accordeon speelde. Om in het orkest te komen loog ze dat ze accordeon kon spelen. Het orkest speelde onder leiding van Alma Rosé marsen wanneer de dwangarbeiders het kamp verlieten voor hun dagelijkse werk en wanneer ze weer terugkeerden. Ze gaven ook concerten voor de SS’ers en speelden als treinen met Joden aankwamen, om een goede indruk te wekken. In 1943 werd ze naar Ravensbrück gebracht, waar ze kon ontsnappen tijdens de ontruiming van het kamp door de nazi's.

### Na de oorlog
Bejanaro emigreerde op 15 september 1945 naar Palestina. Ze trouwde daar met Nissim Bejanaro en keerde uit teleurstelling over het bezettingsbeleid van de Israëlische regering in 1960 met haar man en twee kinderen terug naar Duitsland. Begin jaren tachtig richtte ze met haar dochter Edna en zoon Joram de muziekgroep Coincidence op. Ze zongen liederen uit het getto en in het Hebreeuws, evenals antifascistische liederen.  
Bejarano woonde in Hamburg. Ze was medeoprichter en voorzitter van het Internationaal Auschwitz Comité en erevoorzitter van de Vereniging van vervolgden van het naziregime. 
Ze stierf op 10 juli 2021 op 96-jarige leeftijd.
- Gemeinsame Normdatei: 129280976
- International Standard Name Identifier: 0000 0000 6680 0255
- Library of Congress Control Number: no2006032461
- MusicBrainz: 2b1598fb-ba8f-46b9-8b36-dd6c96a64007
- Nationale Bibliotheek van Israël: 987007304746405171
- Nederlandse Thesaurus van Auteursnamen: 305174428
- Istituto Centrale per il Catalogo Unico: TO0V607197
- Système universitaire de documentation: 093667817
- Virtual International Authority File: 6007295
- WorldCat: E39PBJg4mVqPDxDtMWm4hJyWXd